# BitLocker
BitLocker або ж BitLocker Drive Encryption — засіб шифрування дисків, який входить до складу операційної системи Windows Vista та Windows 7 (версії Ultimate та Enterprise), а також Windows 8 (версії Pro and Enterprise), Windows Server 2008, Windows Server 2008 R2 і Windows Server 2012. BitLocker дозволяє шифрувати логічні диски операційної системи повністю. Окрім цього, у Windows 7 з'явилась додаткова можливість шифрувати USB-носії та картки пам'яті.

## Варіанти шифрування
Можливі варіанти шифрування:
- AES 128;
- AES 128 з Elephant diffuser (за умовчанням);
- AES 256;
- AES 256 з Elephant diffuser.

За умовчанням, для шифрування BitLocker використовує алгоритм шифрування AES зі 128-ми бітним ключем та Elephant diffuser. Обрання режиму шифрування можливо здійснити за допомогою внесення відповідних змін у групову політику операційної системи.

## Практичне застосування
Дані на втраченому або вкраденому пристрої вразливі для несанкціонованого доступу або шляхом запуску програмного засобу атаки на нього або шляхом перевстановлення жорсткого диска на інший пристрій. BitLocker допомагає знизити несанкціонований доступ до даних, підвищуючи рівень захисту файлів і систем, що робить дані недоступними, коли пристрої, що захищені BitLocker, виводяться з експлуатації або перезапускаються.